# XX emendamento della Costituzione degli Stati Uniti d'America
Il XX emendamento della Costituzione degli Stati Uniti d'America (XX emendamento) ha spostato l'inizio e la fine dei mandati del presidente e del vicepresidente dal 4 marzo al 20 gennaio, e dei membri del Congresso dal 4 marzo al 3 gennaio. Il testo contiene anche disposizioni che stabiliscono cosa fare quando non c'è un presidente eletto. Il ventesimo emendamento è stato adottato il 23 gennaio 1933.
L'emendamento ha ridotto la transizione presidenziale e il periodo dell'"anatra zoppa", in cui i membri del Congresso e il presidente svolgono il resto del loro mandato dopo un'elezione. L'emendamento aveva stabilito che i mandati congressuali iniziassero prima di quelli presidenziali e che il Congresso entrante, invece di quello uscente, avrebbe tenuto un'elezione straordinaria nel caso in cui il Collegio elettorale si fosse trovato in una situazione di stallo per quanto riguardava le elezioni presidenziali o vicepresidenziali.

## Testo
«Sezione 2. Il Congresso si riunirà almeno una volta all'anno e tale riunione inizierà a mezzogiorno del terzo giorno di gennaio, a meno che la legge non stabilisca un giorno diverso.
«Sezione 3. Se, al momento fissato per l'inizio del mandato del Presidente, il Presidente eletto sarà deceduto, il Vicepresidente eletto diventerà Presidente. Se il Presidente non è stato scelto prima del momento fissato per l'inizio del suo mandato, o se il Presidente eletto non si è qualificato, il Vicepresidente eletto agirà come Presidente fino a quando non si sarà nominato un Presidente; e il Congresso può, per legge, prevedere il caso in cui né il Presidente eletto né il Vicepresidente eletto saranno nominati, dichiarando chi agirà allora come Presidente, o il modo in cui uno di essi dovrà essere selezionato, e tale persona agirà di conseguenza fino a quando non sarà nominato un Presidente o un Vicepresidente.
«Sezione 4. Il Congresso può prevedere per legge il caso di morte di una delle persone dalle quali la Camera dei rappresentanti può scegliere un presidente, quando il diritto di scelta gli era stato conferito, e per il caso di decesso di una qualsiasi delle persone dalle quali il Senato può scegliere un Vicepresidente, quando il diritto di scelta gli era stato conferito.
«Sezione 5. I commi 1 e 2 entreranno in vigore il 15 ottobre successivo alla ratifica del presente articolo.
«Sezione 6. Il presente articolo sarà inefficace se non sarà stato ratificato come emendamento alla Costituzione dalle legislature dei tre quarti dei diversi Stati entro sette anni dalla data di presentazione.»

## Contesto storico

### Testo originale della Costituzione
L'Articolo I, Sezione 4, Clausola 2 della Costituzione stabilisce che il Congresso deve riunirsi almeno una volta all'anno. La data predefinita è il primo lunedì di dicembre, anche se il Congresso ha la facoltà di fissare un'altra data e il Presidente può convocare sessioni speciali.
Il testo originale della Costituzione stabiliva la durata dei mandati dei funzionari federali eletti, ma non le date specifiche in cui tali mandati sarebbero iniziati o terminati. Nel settembre 1788, dopo che i nove Stati necessari avevano ratificato la Costituzione, il Congresso della confederazione fissò il 4 marzo 1789 come data "per l'inizio dei lavori" del nuovo governo ristrutturato. Nonostante il fatto che il nuovo Congresso e l'amministrazione presidenziale non iniziassero ad operare fino ad aprile, il 4 marzo fu considerato l'inizio del mandato dei nuovi eletti e quindi dei loro successori. La Costituzione non specificava una data per le elezioni federali, ma all'epoca della seconda elezione presidenziale del 1792, il Congresso aveva approvato una legge che imponeva di scegliere gli elettori presidenziali nel mese di novembre o all'inizio di dicembre. Nel 1845 la data era stata ridotta a un solo giorno, all'inizio di novembre. Le elezioni del Congresso si tenevano solitamente lo stesso giorno.

### Problematiche
Il risultato di questo processo fu un lungo periodo di quattro mesi intercorrente tra l'elezione e l'entrata in carica del nuovo presidente, in cui il presidente uscente veniva definito "anatra zoppa". Per il Congresso, la situazione era ancora più confusa: dato che l'Articolo I, Sezione 4, Clausola 2 prevedeva la riunione del Congresso ogni dicembre, cioè nel periodo dopo l'elezione, ma prima del termine del mandato del Congresso, la Costituzione in pratica richiedeva una sessione del Congresso uscente, anch'esso un'"anatra zoppa". Non c'erano obblighi per una nuova sessione fino al dicembre successivo, il che significava che i nuovi membri del Congresso potevano non iniziare la loro attività per oltre un anno dal momento dell'elezione. Talvolta venivano indette sessioni speciali in altri messi dell'anno, ma questa non divenne mai una pratica regolare, nonostante fosse prevista dalla Costituzione. In pratica, il Congresso si riuniva di solito in una lunga sessione che iniziava a dicembre negli anni dispari, e in una breve sessione a seguito dell'elezione del nuovo Congresso, nel dicembre degli anni pari.
Il lungo periodo tra l'elezione e l'inaugurazione dei nuovi eletti potrebbe aver rappresentato una necessità al termine del XVIII secolo, quando i nuovi eletti potevano necessitare di mesi per organizzarsi e intraprendere il viaggio dal loro stato fino alla capitale nazionale, ma a tutti gli effetti portò al blocco delle attività governative nell'epoca moderna. Dall'inizio del XIX secolo, il lungo periodo di transizione per il Congresso ed il Presidente impedì loro di rispondere adeguatamente ad eventuali crisi nazionali in tempo utile. Nella migliore delle ipotesi, un Congresso o un'amministrazione uscenti non avrebbero avuto né il tempo né il mandato per affrontare i problemi, mentre l'amministrazione o il Congresso entranti avrebbero avuto sia il tempo sia un nuovo mandato elettorale per esaminare e affrontare i problemi che la nazione si trovava ad affrontare. Questi problemi molto probabilmente sarebbero stati al centro del dibattito del nuovo Congresso o della nuova amministrazione presidenziale.
Questo dilemma fu molto evidente nel 1861 e nel 1933, dopo le elezioni di Abraham Lincoln e Franklin D. Roosevelt, e dei neo eletti deputati e senatori. Con la Costituzione del tempo, questi presidenti ed i Congressi dovettero attendere quattro mesi prima di potere trattare con gli Stati Confederati d'America e di affrontare la grande depressione rispettivamente.
Nel 1916, durante la prima guerra mondiale, il presidente Thomas Woodrow Wilson ideò un piano alternativo per evitare il lungo periodo di transizione e permettere al suo avversario repubblicano Charles Evans Hughes di assumere i poteri presidenziali immediatamente, se avesse vinto l'elezione. In quel caso, Wilson progettava di nominare Hughes Segretario di Stato che, secondo la linea di successione presidenziale del 1886, era in seconda posizione. Il presidente Wilson ed il Vicepresidente Thomas R. Marshall si sarebbero dimessi, lasciando Hughes divenire presidente facente funzioni. Il piano non fu mai implementato perché Wilson vinse di misura le elezioni del 1916.

## Proposta e ratifica
| Il ventesimo emendamento, National Archives |
| ------------------------------------------- |
|                                             |
|                                             |

Il 72º Congresso degli Stati Uniti propose il Ventesimo Emendamento il 2 marzo 1932 e l'emendamento fu ratificato dai seguenti Stati. L'Emendamento fu adottato il 23 gennaio 1933, dopo che 36 Stati, pari a tre quarti dei 48 Stati allora esistenti, lo ratificarono.
1. Virginia: 4 marzo 1932
2. New York: 11 marzo 1932
3. Mississippi: 16 marzo 1932
4. Arkansas: 17 marzo 1932
5. Kentucky: 17 marzo 1932
6. New Jersey: 21 marzo 1932
7. Carolina del Sud: 25 marzo 1932
8. Michigan: 31 marzo 1932
9. Maine: 1 aprile 1932
10. Rhode Island: 14 aprile 1932
11. Illinois: 21 aprile 1932
12. Louisiana: 22 giugno 1932
13. West Virginia: 30 luglio 1932
14. Pennsylvania: 11 agosto 1932
15. Indiana: 15 agosto 1932
16. Texas: 7 settembre 1932
17. Alabama: 13 settembre 1932
18. California: 4 gennaio 1933
19. North Carolina: 5 gennaio 1933
20. Nord Dakota: 9 gennaio 1933
21. Minnesota: 12 gennaio 1933
22. Arizona: 13 gennaio 1933
23. Montana: 13 gennaio 1933
24. Nebraska: 13 gennaio 1933
25. Oklahoma: 13 gennaio 1933
26. Kansas: 16 gennaio 1933
27. Oregon: 16 gennaio 1933
28. Delaware: 19 gennaio 1933
29. Washington: 19 gennaio 1933
30. Wyoming: 19 gennaio 1933
31. Iowa: 20 gennaio 1933
32. Sud Dakota: 20 gennaio 1933
33. Tennessee: 20 gennaio 1933
34. Idaho: 21 gennaio 1933
35. Nuovo Messico: 21 gennaio 1933
36. Missouri: 23 gennaio 1933
Questo soddisfaceva il requisito dei tre quarti dei 48 Stati allora esistenti.[9] L'emendamento fu successivamente ratificato da:
37. Georgia: 23 gennaio 1933
38. Ohio: 23 gennaio 1933
39. Utah: 23 gennaio 1933
40. Massachusetts: 24 gennaio 1933
41. Wisconsin: 24 gennaio 1933
42. Colorado: 24 gennaio 1933
43. Nevada: 26 gennaio 1933
44. Connecticut: 27 gennaio 1933
45. New Hampshire: 31 gennaio 1933
46. Vermont: 2 febbraio 1933
47. Maryland: 24 marzo 1933
48. Florida: 26 aprile 1933

## Effetti
La sezione 1 del Ventesimo Emendamento prescrive che l'inizio e la fine del mandato quadriennale del Presidente e del Vicepresidente avvengano a mezzogiorno del 20 gennaio. La modifica ha sostituito il riferimento del XII Emendamento al 4 marzo come data entro la quale la Camera dei Rappresentanti deve, nelle circostanze in cui nessun candidato abbia ottenuto la maggioranza assoluta dei voti per il Presidente nel Collegio elettorale, condurre un'elezione presidenziale straordinaria. La nuova data riduce di circa sei settimane il periodo che intercorre tra il giorno delle elezioni di novembre e il Giorno dell'insediamento, il giorno della transizione presidenziale. La sezione 1 specifica anche il 3 gennaio come inizio e fine dei mandati dei membri del Senato e della Camera dei Rappresentanti; anche la data precedente era il 4 marzo.
La Sezione 2 sposta la data di inizio annuale delle sessioni del Congresso dal primo lunedì di dicembre, come previsto dall'Articolo I, Sezione 4, Clausola 2, al mezzogiorno del 3 gennaio dello stesso anno, sebbene il Congresso possa ancora fissare per legge un'altra data e il Presidente possa convocare sessioni speciali. Questa modifica ha eliminato le sessioni congressuali prolungate dell'anatra zoppa. In seguito a questa modifica, se il voto del Collegio elettorale non ha portato all'elezione di un Presidente o di un Vicepresidente, il Congresso entrante, al contrario di quello uscente, condurrà un'elezione straordinaria, seguendo la procedura stabilita dal Dodicesimo Emendamento.
La Sezione 3 perfeziona ulteriormente il Dodicesimo Emendamento dichiarando che se il Presidente eletto muore prima dell'Insediamento del Presidente, il Vicepresidente eletto presterà giuramento come Presidente in quel giorno e servirà per l'intero mandato quadriennale a cui è stato eletto. Inoltre, stabilisce che se il giorno dell'inaugurazione non è ancora stato scelto un presidente eletto, o se il presidente eletto non si qualifica, il vicepresidente eletto diventerà presidente ad interim il giorno dell'inaugurazione fino a quando non sarà scelto un presidente eletto o il presidente eletto si qualificherà; in precedenza, la Costituzione non diceva cosa si sarebbe dovuto fare se il Collegio elettorale avesse tentato di eleggere come presidente una persona costituzionalmente non qualificata.
La Sezione 3 autorizza inoltre il Congresso a determinare chi debba essere il Presidente ad interim nel caso in cui non siano stati scelti un nuovo Presidente e un nuovo Vicepresidente entro il giorno dell'insediamento. Agendo sulla base di questa autorità, il Congresso ha aggiunto la “mancata qualificazione” come possibile condizione per la successione presidenziale nella Legge sulla successione presidenziale del 1947. In precedenza la Costituzione taceva su questo punto, e questa mancanza di indicazioni ha quasi causato crisi costituzionali in due occasioni: quando la Camera dei Rappresentanti sembrava incapace di sbloccare le elezioni del 1800, e quando il Congresso sembrava incapace di risolvere le contestate elezioni del 1876.
La Sezione 4 consente al Congresso di chiarire per legge cosa debba accadere se la Camera dei Rappresentanti deve eleggere il Presidente e uno dei candidati tra cui può scegliere muore, o se il Senato deve eleggere il Vicepresidente e uno dei candidati tra cui può scegliere muore. Il Congresso non ha mai emanato uno statuto di questo tipo.

### Effetti sul mandato dei funzionari eletti
Il 15 febbraio 1933, 23 giorni dopo aver adottato l'emendamento, il Presidente eletto Franklin Delano Roosevelt fu oggetto di un attentato da parte di Giuseppe Zangara. Sebbene Roosevelt non fosse stato ferito, se l'attentato fosse riuscito, il Vicepresidente eletto John Nance Garner sarebbe diventato Presidente il 4 marzo 1933, in base alla Sezione 3.
La Sezione 5 ritardava l'entrata in vigore delle Sezioni 1 e 2 fino al primo 15 ottobre successivo alla ratifica dell'emendamento. Così come l'aveva adottato il 23 gennaio 1933, la Sezione 1 accorciava di 60 giorni i mandati dei rappresentanti eletti al 73° Congresso (1933-1935) e quelli dei senatori eletti per i mandati che terminavano nel 1935, 1937 e 1939, terminando tali mandati il 3 gennaio di ogni anno dispari anziché il 4 marzo, data in cui originariamente dovevano scadere. La sezione 5 ha anche fatto sì che il 73° Congresso non dovesse riunirsi prima del 3 gennaio 1934.
Il primo Congresso ad aprire la sua prima sessione e ad iniziare il mandato dei suoi membri nella nuova data fu il 74º Congresso nel 1935. I primi mandati presidenziali e vicepresidenziali a iniziare nella data stabilita dal Ventesimo Emendamento furono il secondo termine del Presidente Roosevelt e del Vicepresidente Garner, il 20 gennaio 1937. Poiché la Sezione 1 aveva abbreviato il primo mandato di entrambi (1933-1937) di 43 giorni, Garner prestò servizio come vicepresidente per due mandati completi, ma non per otto anni: la sua vicepresidenza si protrasse dal 4 marzo 1933 al 20 gennaio 1941.